# Osredek (gmina Šentjur)
Osredek – wieś w Słowenii, w gminie Šentjur. W 2018 roku liczyła 80 mieszkańców.